# San Bernardino (Paraguai)

San Bernardino é uma cidade do Paraguai, localizado no Departamento Cordillera. Fica localizada a 50 quilômetros de Assunção .
San Bernardino tem 9.491 habitantes no total, dos quais 3.877 vivem na área urbana, de acordo com o censo realizado pelo Departamento de Estatísticas, Pesquisas e Censos , em 2002.
Esta cidade tem o seu apogeu do turismo a partir do mês de dezembro até meados de fevereiro , que são os booms de verão ; neste momento a juventude de Assunção e comunidades vizinhas se aglutinam em torno dos principais pontos de encontro, que são os clubes e espaços públicos pela manhã e os Pubs a noite.
San Bernardino é o principal local de verão de famílias que vivem em Assunção.

## Transporte
O município de San Bernardino é servido pelas seguintes rodovias:
- Caminho em pavimento ligando a cidade ao município de Pirayú (Departamento de Paraguarí)
- Caminho em pavimento ligando a cidade ao município de Altos[1][2][3]